# Nel gelo della notte
Nel gelo della notte (Nattefrost) è un romanzo giallo dello scrittore norvegese Knut Faldbakken, pubblicato nel 2006.
È il terzo romanzo che vede come protagonista il commissario Jonfinn Valmann. 

## Trama
Hamar: nella lussuosa villa Skogly, vengono rinvenuti i corpi senza vita dei due anziani proprietari, Georg e Lydia Hammerseng, morti da diversi giorni. All'apparenza, tutto fa propendere per un omicidio-suicidio: lui è infatti morto con un colpo di fucile alla bocca, mentre lei è precipitata dalle scale con la sua sedia a rotelle.
A non essere convinto dell'ipotesi più ovvia è commissario Jonfinn Valmann, vecchio amico d'infanzia del figlio della coppia Hans Hammerseng: Valmann inizia quindi ad indagare per conto proprio, anche se il caso è stato ufficialmente affidato alla sua fidanza, Anita Hegg. 
Nel frattempo, mentre la polizia si mette alla ricerca dei figli della coppia deceduta, Klaus e Hanne Hammerseng, che sembrano essere spariti nel nulla, a pochi giorni dal rinvenimento dei corpi dei coniugi Hammerseng, un'altra macabra scoperta scuote la cittadina: nel bosco, la polizia trova i resti scheletrici di un uomo, morto da diversi mesi.
Valmann si convince sempre più che tra i due fatti ci sia un legame e che il cadavere rinvenuto nel bosco sia quello di Klaus Hammerseng.